# مقاطعة تايلور (جورجيا)
مقاطعة تايلور (بالإنجليزية: Taylor County)‏ هي إحدى المقاطعات في ولاية جورجيا في الولايات المتحدة الأمريكية.